# Jan Dochhorn
Jan Dochhorn (* 23. Dezember 1968 in Hannover) ist ein deutscher Neutestamentler und Judaist.

## Leben
Dochhorn studierte Evangelische Theologie an der Westfälischen Wilhelms-Universität Münster und der Eberhard-Karls-Universität Tübingen. Er promovierte an der Theologischen Fakultät der Georg-August-Universität Göttingen mit einer Studie zur Apokalypse des Mose. In den Jahren von 1998 bis 2002 war er Wissenschaftlicher Mitarbeiter an der Universität Münster in einem Projekt zur phönizisch-punischen Religion. In den Jahren von 2002 bis 2004 arbeitete er am Neutestamentlichen Seminar der Universität Göttingen. In den Jahren von 2005 bis 2007 arbeitete er am Septuaginta-Unternehmen der Göttinger Akademie der Wissenschaften. 2007 bis 2014 war er Associate Professor für Neues Testament an der Universität Aarhus in Dänemark. Im Jahr 2012 legte er an der Aarhus Universitet eine Disputats zu einer Studie über die Apokalypse des Johannes ab. Seit 2014 ist er „Senior Lecturer“ in New Testament Studies an der Durham University in England.
Seine Forschungsschwerpunkte sind u. a. Religions- und Literaturgeschichte des Urchristentums und des frühen Christentums, der Teufel im antiken Judentum und im Christentum, die Apokalypse des Mose und das Testament Abrahams. Dochhorn ist gemeinsam mit Nils Arne Petersen Leiter der Arbeitsgruppe „Den Kristne Orient“ der Aarhus Universitet. Zusammen mit Felix Albrecht leitet er das Forschungsprojekt „Manuskriptrecherchen zur parabiblischen Literatur“. Dochhorn ist Mitglied der Society of Biblical Literature, des Deutschen Hochschulverbandes, des Collegium Biblicum, der Teologisk Forening und der Wissenschaftlichen Gesellschaft für Theologie. 
Im Jahr 2012 initiierte Dochhorn einen „Offenen Brief an den Herrn Bundespräsidenten für ein freiheitliches Bildungssystem und für Freiheit von Forschung und Lehre“, der von mehr als fünfzig Unterzeichnern mitgetragen wird.
Zusammen mit Ulrike Guérot, Stefan Homburg und anderen Professoren verfasste und veröffentlichte er im Januar 2022 eine Stellungnahme gegen eine gesetzliche Impfpflicht gegen SARS-CoV2.